# Clavellopsis producta
Clavellopsis producta är en kräftdjursart som beskrevs av C. B. Wilson 1915. Clavellopsis producta ingår i släktet Clavellopsis och familjen Lernaeopodidae. Inga underarter finns listade i Catalogue of Life.